# Tercera División de España 2015-16
La temporada 2015-16 de la Tercera División de España es durante esta campaña la cuarta categoría de las ligas de fútbol de España, por debajo de la Segunda División B y por encima de las Divisiones Regionales. Comenzó en agosto de 2015 y finalizó en junio de 2016 con los play-offs de la promoción de ascenso.

## Promoción de ascenso a Segunda División B

### Equipos clasificados
Los siguientes equipos se han clasificado para la promoción de ascenso a Segunda División B:
En negrita se indicarán los equipos que ascenderán a Segunda División B.
| Grupo I                            | Grupo II               | Grupo III                         | Grupo IV               | Grupo V            |
| ---------------------------------- | ---------------------- | --------------------------------- | ---------------------- | ------------------ |
| 1º C.D. Boiro                      | 1º Caudal Deportivo    | 1º C.D. Laredo                    | 1º S.D. Zamudio        | 1º A.E. Prat       |
| 2º C.C.D. Cerceda                  | 2º U.P. Langreo        | 2º R.S. Gimnástica de Torrelavega | 2º Bermeo F.T.         | 2º C.F. Gavà       |
| 3º R.C. Deportivo de La Coruña "B" | 3º R. Avilés C.F.      | 3º R. Racing C. de Santander "B"  | 3º C.D. Lagun Onak     | 3º C.E. Europa     |
| 4º C.D. Choco                      | 4º C. Marino de Luanco | 4º C.D. Cayón                     | 4º S.D. Balmaseda F.C. | 4º F.C. Vilafranca |

| Grupo VI                | Grupo VII                          | Grupo VIII                   | Grupo IX                 | Grupo X                     |
| ----------------------- | ---------------------------------- | ---------------------------- | ------------------------ | --------------------------- |
| 1º Atlético Saguntino   | 1º U.D. San Sebastián de los Reyes | 1º Zamora C.F.               | 1º Atlético Mancha Real  | 1º Córdoba C.F. "B"         |
| 2º Ontinyent C.F.       | 2º C.D.A. Navalcarnero             | 2º Gimnástica Segoviana C.F. | 2º C. Atlético Malagueño | 2º Atlético Sanluqueño C.F. |
| 3º C.D. Castellón       | 3º C.F. Pozuelo de Alarcón         | 3º C.D. Palencia Balompié    | 3º Loja C.D.             | 3º San Fernando C.D.        |
| 4º Elche Ilicitano C.F. | 4º C. Atlético de Madrid "B"       | 4º G.C.E. Villaralbo C.F.    | 4º C.D. El Ejido 2012    | 4º C.D. Alcalá              |

| Grupo XI                 | Grupo XII                      | Grupo XIII              | Grupo XIV           | Grupo XV                 |
| ------------------------ | ------------------------------ | ----------------------- | ------------------- | ------------------------ |
| 1º R.C.D. Mallorca "B"   | 1º U.D. Villa de Santa Brígida | 1º C.F. Lorca Deportiva | 1º Extremadura U.D. | 1º C.A. Osasuna "B"      |
| 2º S.D. Formentera       | 2º U.D. Lanzarote              | 2º Águilas F.C.         | 2º C.D. Badajoz     | 2º C. Atlético Cirbonero |
| 3º S.C.R. Peña Deportiva | 3º U. D. Las Palmas Atlético   | 3º E.G. El Palmar C.F.  | 3º Arroyo C.P.      | 3º A.D. San Juan         |
| 4º C.E. Constància       | 4º S.D. Tenisca                | 4º Mar Menor C.F.       | 4º Jerez C.F.       | 4º U.D. Mutilvera        |

| Grupo XVI            | Grupo XVII               | Grupo XVIII       |
| -------------------- | ------------------------ | ----------------- |
| 1º C.D. Calahorra    | 1º R.Z. Deportivo Aragón | 1º U.B. Conquense |
| 2º S.D. Logroñés     | 2º Andorra C.F.          | 2º Almagro C.F.   |
| 3º C. Haro Deportivo | 3º S. D. Tarazona        | 3º C.D. Azuqueca  |
| 4º Náxara C.D.       | 4º C.D. Teruel           | 4º U.D. Almansa   |

|  | Clasificado para la ruta de campeones de grupo de la promoción de ascenso ( si obtuvo el ascenso)    |
|  | Clasificado para la ruta de no campeones de grupo de la promoción de ascenso ( si obtuvo el ascenso) |

### Equipos ascendidos
Los siguientes equipos han ascendido a Segunda División B:
| Grupo I - C.D. Boiro Grupo II - Caudal Deportivo Grupo III - No ascendió ningún equipo de este grupo Grupo IV - S.D. Zamudio Grupo V - C.F. Gavà - A.E. Prat Grupo VI - Atlético Saguntino | Grupo VII - U.D. San Sebastián de los Reyes - C.D.A. Navalcarnero Grupo VIII - C.D. Palencia Balompié Grupo IX - Atlético Mancha Real - C.D. El Ejido 2012 Grupo X - Córdoba C.F. "B" - Atlético Sanluqueño C.F. - San Fernando C.D. Grupo XI - R.C.D. Mallorca "B" | Grupo XII - No ascendió ningún equipo de este grupo Grupo XIII - No ascendió ningún equipo de este grupo Grupo XIV - Extremadura U.D. Grupo XV - UD Mutilvera - C.A. Osasuna "B" Grupo XVI - No ascendió ningún equipo de este grupo Grupo XVII - No ascendió ningún equipo de este grupo Grupo XVIII - No ascendió ningún equipo de este grupo |